# James Carpenter (schermidore)
James Carpenter (Canton, 14 aprile 1962) è un ex schermidore statunitense.

## Palmarès
In carriera ha conseguito i seguenti risultati:
- Giochi Panamericani:

L'Avana 1991: bronzo nella spada a squadre.
Mar del Plata 1995: argento nella spada a squadre.